# Línguas germânicas orientais
As línguas germânicas orientais era uma subfamília das línguas germânicas. Entre elas havia o gépida, burgúndio e rúgio, sobre as quais pouco se sabe, o vândalo, o visigótico e o ostrogótico, sobre as quais há mais informação mediante o registro de nomes dessas línguas em escritos gregos e latinos. A única língua germânica oriental sobre a qual há extensa informação é o gótico, em especial o visigótico, que era falado junto a costa ocidental do mar Negro desde meados do século IV e que possui vários textos; uma variante do gótico, o gótico da Crimeia, foi falado na Crimeia até meados do século XVIII.
A partir de dados fornecidos por Jordanes, Procópio, Paulo, o Diácono e outros, provas linguísticas e evidências na toponímia e arqueológicas, pensava-se que as tribos germânicas orientais (vândalos, burgúndios, godos, rúgios e gépidas), falantes destas línguas, teriam emigrado da Escandinávia para a zona situada entre o Oder e o Vístula entre os séculos VII e IV a.C.. De facto, a influência escandinava na Pomerânia e o norte da Polónia do século III em diante foi tão forte que esta região é às vezes incluída na cultura da idade de bronze nórdica.
Há evidências arqueológicas e toponímicas que possivelmente apontam à presença burgúndia na ilha de Bornholm na Dinamarca (em nórdico antigo: Borgundarholm), porém esse tema é controverso e há autores que optam por descartar a etimologia que indica sua presença. Além disso, as tribos germânicas orientais estavam relacionadas com as tribos germânicas setentrionais, que emigraram da Escandinávia ao leste do Elba.